# Mocsvári-patak
A Mocsvári-patak a Kőszegi-hegység területén, Lukácsháza település délnyugati, külterületi részén ered, Vas vármegyében. A patak forrásától kezdve déli-délkeleti irányban halad, majd Gencsapátinál éri el az Perint-patakot. Útja során elsőként Gyöngyösfalu település nyugati külterületi részén vág át. Útja végén, Gencsapátinál éri el a Perint-patakot.

## Part menti települések
- Lukácsháza
- Gyöngyösfalu
- Gencsapáti